# عملات شينجيانغ
تُنتج شينجيانغ أنواعًا مختلفة من العملات النقدية على مر تاريخها، مستمدةً من أنماط العملات النقدية الصينية المعاصرة، بالإضافة إلى العملات الفارسية والإسلامية. ونظرًا لقلة السجلات التاريخية عن الممالك القديمة في شينجيانغ، فقد حددت دراسة عملاتها فترات حكمها وحالة اقتصادها بناءً على تحليلات المعادن.

## العملات ما قبل الإسلامية

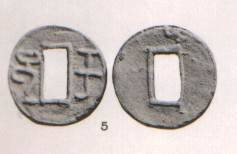
عملة نقدية من عهد يو فانغ (于方) أنتجتها مملكة خوتان، ورسمها أوريل شتاين.

من بين أقدم العملات المعدنية التي صُنعت في حوض تاريم ما يُسمى "عملات الخيول" لمملكة "يو تيان" بالقرب من هوتان الحديثة، والمعروفة أيضًا باسم "عملات سينو-خاروستي في خوتان". وقد سُكّت هذه العملات في حوالي القرنين الثاني والثالث الميلاديين، وكان على أحد وجهيها صورة حصان وأساطير مكتوبة بخطي هان (الصينية) وخاروستي.
عُثر على عملات معدنية تحمل نقوشًا صينية وكاروشتي في حوض تاريم الجنوبي.
كما أُنتجت عملات معدنية مصبوبة، تُحاكي العملات الصينية، في حوض تاريم. وأنتجت مملكة تشيوزي (بالقرب من كوتشا الحالية) عملات معدنية مشابهة لقطع "وو تشو" الصينية (انظر عملات كوتشا).
في وادي تشو في آسيا الوسطى، استمر نسخ العملات الصينية وسكها في عهد أسرة تانغ بعد أن غادر الصينيون المنطقة.
لقد ترك حكم تانغ الصيني انطباعًا لا يمحى على إدارة وثقافة شرق شينجيانغ في تورفان، والذي تألف من المستوطنات والمزارع العسكرية بالإضافة إلى انتشار النفوذ الصيني مثل طلاء سانكاي ثلاثي الألوان في آسيا الوسطى وغرب أوراسيا، وفي شينجيانغ استمر تداول العملات الصينية.
وقد منح الخليفة العباسي لقب ملك المشرق والصيين إلى خان تمغاج، خاقان سمرقند يوسف بن حسن وبعد ذلك ظهرت على العملات والأدبيات لقب تمغاج خان واستمر استخدامها من قبل القراخانيين والقرخانيين الغربيين المتمركزين في بلاد ما وراء النهر وبعض ملوك القراخانيين الشرقيين، وبالتالي فإن استخدام القراخيطان (لياو الغربية) للأشياء الصينية مثل العملات الصينية ونظام الكتابة الصيني والألواح والأختام ومنتجات الفن الصيني مثل الخزف والمرايا واليشم والعادات الصينية الأخرى كان مصممًا لجذب السكان المسلمين المحليين في آسيا الوسطى لأن المسلمين في المنطقة اعتبروا آسيا الوسطى أراضٍ صينية سابقة ونظروا إلى الروابط مع الصين على أنها مرموقة وحكم لياو الغربية على آسيا الوسطى المسلمة تسبب في الرأي القائل بأن آسيا الوسطى كانت أرضًا صينية لتعزيزها على المسلمين؛ وقد حدد فخر الدين مبارك شاه "تركستان" و"تشين" (الصين معًا، حيث حُددت الصين باعتبارها البلد الذي تقع فيه مدينتا بالاساغون وكاشغر.
كتب الكتاب المسلمون أن "عملات الفضة التمغاجية" (سومها يي تمغاجي) كانت موجودة في بلخ بينما استخدم الكاتب حبيبي التمغاجي، ومن المحتمل أن يكون الزعيم القراخاني بوري تيجين (إبراهيم تمغاج خان) هو من سك العملات.
في حوض تورفان، قامت مملكة قوتشو الأويغورية البوذية أيضًا بسك عملات معدنية على الطراز الصيني، ولكن مع أساطير اللغة الأويغورية القديمة. صنعت دولة المدينة السابقة جاوتشانج عملاتها المعدنية الخاصة على الطراز الصيني، مع الأسطورة "جاو تشانج جي لي" (高昌吉利، جاوتشانج جي لي).

## العملات الإسلامية
في حوض تاريم (في شينجيانغ الحالية)، سُكت العملات الإسلامية باللغة العربية في عهد خانات القره خانيد، وخانات الجاغاتاي، والسيدية (ياركاند أو خانات المغول)، وحتى خانات دزونغار البوذية. وقد سك الزونغار عملة بول (عملة نحاسية حمراء).

## النقود الحمراء (عملات تشينغ الإمبراطورية المصبوبة)

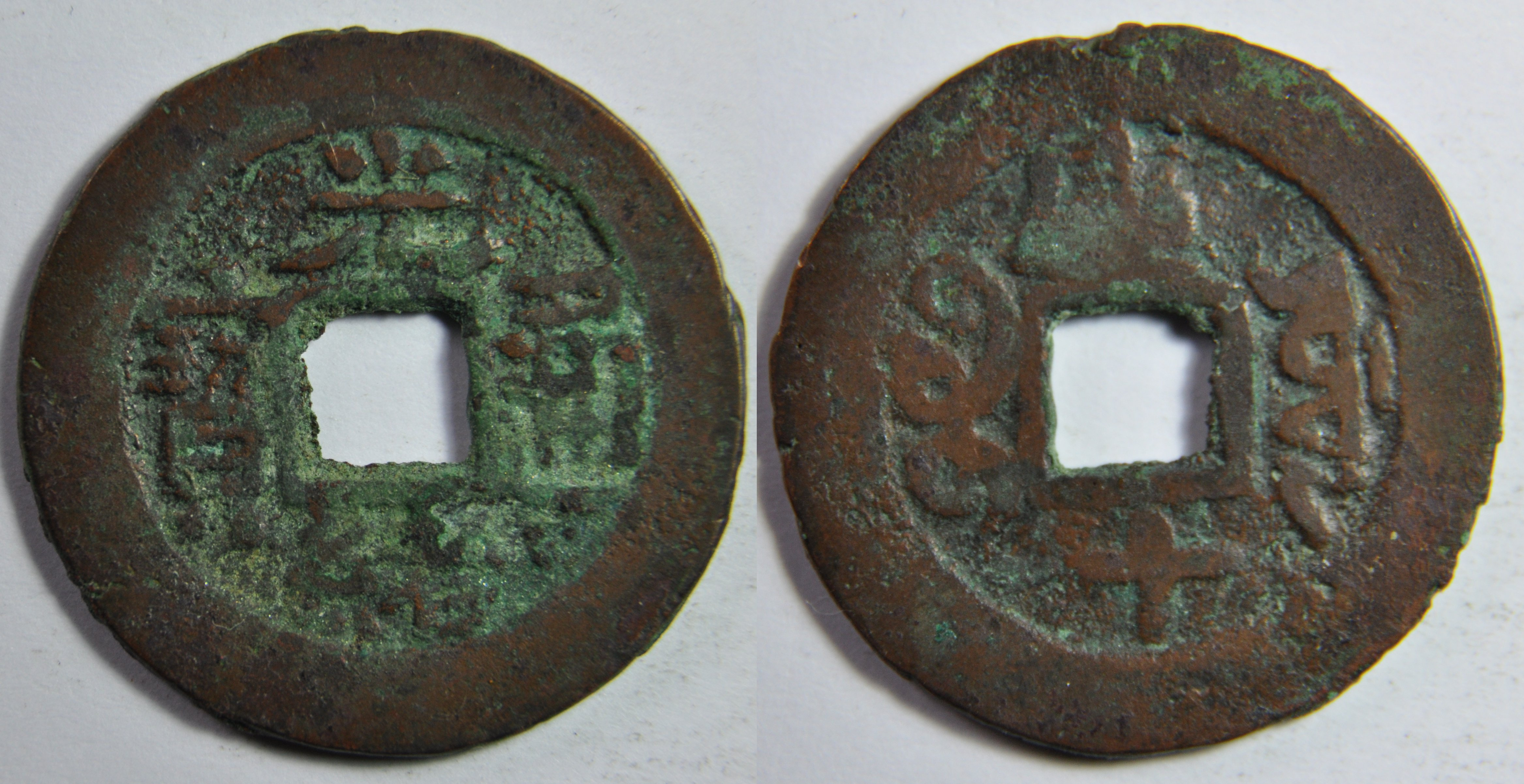
عملة نقدية حمراء من عصر قوانغشو بقيمة اسمية 10 ون.

بدأت سلالة تشينغ بقيادة المانشو في سك العملات المعدنية في منطقة شينجيانغ الواقعة في أقصى غرب الصين (والتي تُترجم أحيانًا إلى سينكيانغ) عام 1760، بعد عام واحد فقط من غزو جنرالات الإمبراطور تشيان لونغ لعاصمتي المنطقة كاشغر وياركاند. لم تمثل هذه المنطقة ذات الأغلبية المسلمة والناطقة بالتركية مشهدًا ثقافيًا مميزًا للإمبراطورية فحسب، بل مثلت أيضًا بيئة اقتصادية خاصة. عكست الاختلافات العديدة بين عملات شينجيانغ وبقية الصين المتطلبات الخاصة لحكم هذه المنطقة. صُنعت العملات المعدنية المصبوبة في شينجيانغ من النحاس، بدلاً من النحاس الأصفر المستخدم في بقية عملات الإمبراطورية، مما أدى إلى لقب "العملة الحمراء". قُدرت قيمة هذه العملات النحاسية بخمسة من العملة النقدية القياسية، ووفرت بعض الاستمرارية مع النظام النقدي المستخدم في عهد حكام المنطقة السابقين، خانات دزونغار أويرات المغول دزونغار. حملت معظم العملات النقدية الحمراء أسماء دار سك العملة باللغة التركية المحلية. وحُفرت عليها كتابات بالصينية والمانشو والتركية. ونظرًا لوقوعها بعيدًا عن مركز الإمبراطورية، كانت شينجيانغ خاضعة لحكم البلاط بشكل فضفاض إلى حد ما، ويتجلى ذلك في التنوع الكبير في أنواع العملات المُنتجة، بعضها مبتكر للغاية. ورغم التمردات والغزوات المتكررة، استمر سك العملة النقدية الحمراء بشكل متقطع طوال القرن التاسع عشر وحتى بداية القرن العشرين. وسُكّت آخر نماذج العملة الحمراء عام ١٩٠٩ باسم الإمبراطور الأخير، بويي، باستخدام نفس تقنية الصب التي استخدمتها دور سك العملة الصينية لمدة ٢٠٠٠ عام.
تحظى عملات شينجيانغ الحمراء بشعبية واسعة بين هواة جمع العملات الصينيين، نظرًا لتنوعها الفريد، وارتباطها بتاريخ وأساطير طريق الحرير والمناطق الغربية. وتمثل بعض عملات تشينغ شينجيانغ تحولات مفاجئة عن تقاليد سك العملات الصينية. معظم الأنواع مكتوبة بثلاث لغات، وكانت الأخطاء شائعة. ومن بين أنواع العملات الحمراء العديدة، توجد قطع نادرة جدًا وقطع شائعة ذات أهمية تاريخية عميقة.

## العملات المعدنية المصنوعة آليًا

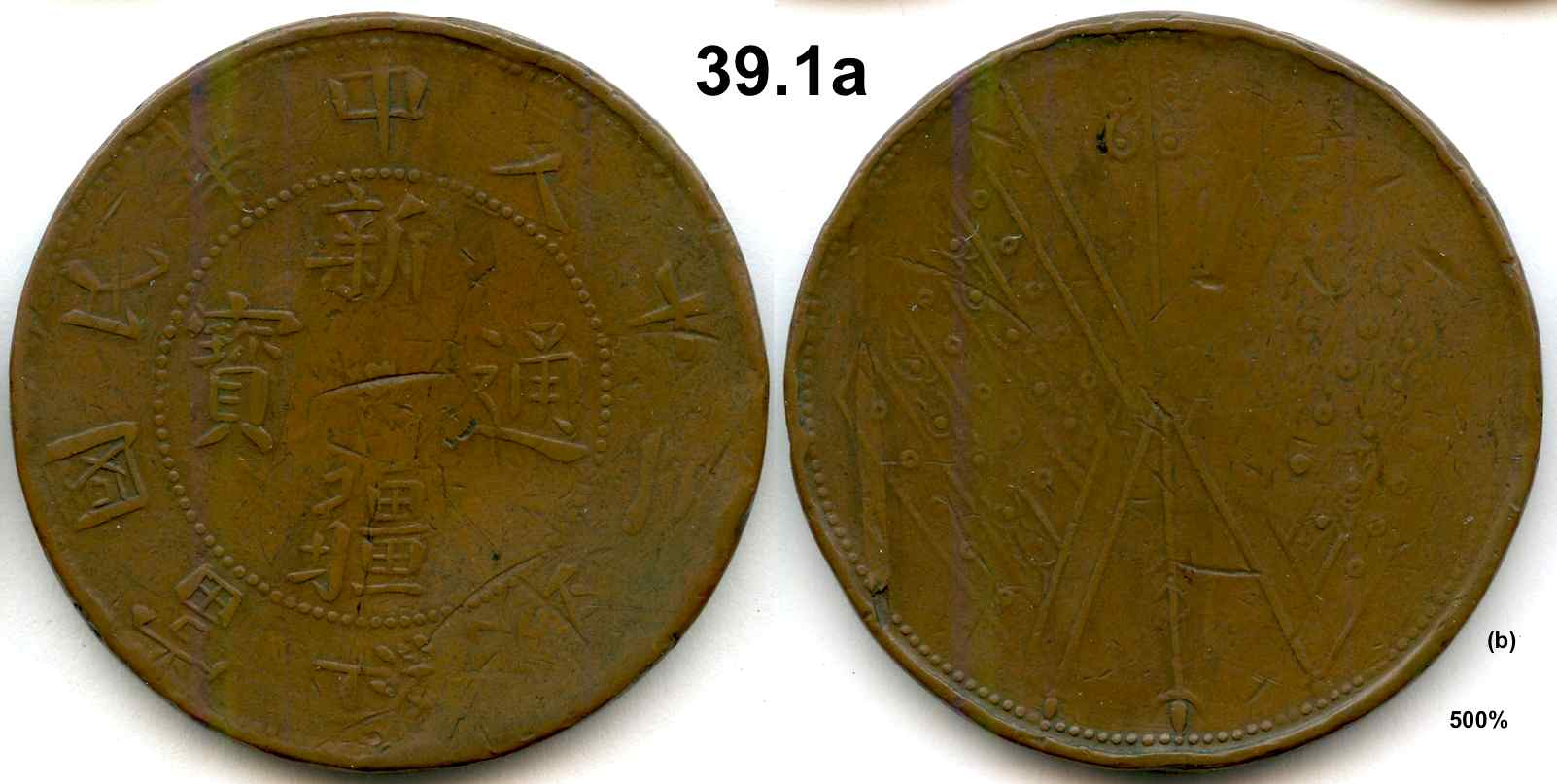
شينجيانغ تونغباو (新疆通寶) من 20 نقدًا أُنتجت خلال جمهورية الصين.

قُدمت العملات المعدنية المصبوبة آليًا في أواخر القرن التاسع عشر، وفي البداية أُنتجت جنبًا إلى جنب مع العملات المعدنية المصبوبة.